# Ibis redibis
1. Ibis redibis nunquam in bello peribis (ali:)
2. Ibis redibis nunquam per bella peribis (ali:)
3. Ibis redibis nunquam in bello morieris) je latinsko reklo ali fraza, ki se pogostoma tudi dandanašnji uporablja za ponazoritev: v modroslovju in vsakdanjem družbenem življenju poudarja pomen in nevarnost dvoumnosti, pa tudi v jezikoslovju, kjer opozarja na pravilno postavljanje ločil in mutatis mutandis sploh na pravilno ter lepo govorjenje in pisanje.

Navadno ta rek pripisujejo Dodonskemu preročišču. Domnevno je namreč tak odgovor dobil od Pitije vojskovodja, ki se je podajal v bližajočo se bitko. Stavek je oblikovan tako, da ga je mogoče brez ločil razlagati na dva bistveno različna in celo popolnoma nasprotna načina.
Ta rek najdemo zapisan v latinskem delu Chronicon (Letopis) frančiškanskega meniha Alberika Trifontanskega (13. stoletje).

## Pomen in prevod
| Latinski izvirnik                      | Angleški prevod                                            | Slovenski prevod                                |
| -------------------------------------- | ---------------------------------------------------------- | ----------------------------------------------- |
| Ibis redibis nunquam in bello peribis. | "You will go you will return never in war will you perish" | "Šel boš vrnil se boš nikoli padel boš v bitki" |

Ibis, redibis, nunquam in bello peribis.
Pomen: "Šel boš, vrnil se boš, nikoli ne boš padel v vojni." Če pa postavimo vejico za „numquam”, dobi stavek ravno nasproten pomen:
Ibis, redibis nunquam, in bello peribis.
Torej: "Šel boš, nikoli se ne boš vrnil, padel boš v vojni ".
Isto velja za drugi obliki, ki sta podobni, medtem ko je prvi del stavka enak povsod: "per bella peribis" = "prek, zaradi vojne boš padel"; "per bella morieris" = zaradi vojne boš umrl." 

### Grška vzporednica
Sočasno obstaja tudi vzporedno grško reklo z istim pomenom: ἤξεις ἀφήξεις οὐ θνήξεις ἐν πολέμῳ ("éxeis aféxeies u thnéxeis en polémo"). Čeprav so grški jezikoslovci v preteklosti domnevali, da je to izvirno besedilo iz Dodonskega oraklja (npr. prva izdaja Babiniotisovega slovarja), ni potrjen noben starodavni primer rekla; obstaja pa tudi prihodnja oblika, ki ustreza rimanju θνήξεις, thnéxeis (namesto klasičnega θανεῖ, thaneí), in je prvič izpričana za časa vladanja cesarja Nerona. Domnevajo, da je grško reklo morebiti sodoben vzvratni in naknadni prevod iz latinščine.

### Primerjava
Če zgornje reklo oziroma odgovor primerjamo s podobnim odgovorom v svetem pismu, opazimo bistveno razliko. Najprej je kralju 400 poganskih prerokov v orakeljskem duhu nedvoumno obljubljalo zanesljiv uspeh v vojni (1 Kralj 22,6-12). Čeprav Ahab podvomi o njihovi verovnosti in da poklicati Jahvejega preroka Miheja, se vendarle ne ravna po njegovem navodilu. Ta starozavezni prerok namreč najprej porogljivo oponaša preroke: "Pojdi in bodi uspešen; Gospod ga bo dal kralju v roke." Gre namreč za mesto Ramot v Gileadu, katero si je hotel skupaj s sosednjim kraljem Jozafatom prisvojiti (1 Kralj 22, 15). Na kraljevo zahtevo, naj mu venarle pove resnico, prerok v skoraj enakem primeru, kot je bil povedan v reklu Ibis redibis, prerokuje neusmiljeno jasno napove neugoden izhod bitke oziroma žalostno usodo kralja Ahaba in sicer govoreč v prispodobi o razkropljenih ovcah, ki nimajo več pastirja. To je bilo takratnemu od poljedelstva živečemu poslušalstvu blizu in je napoved mogel nedvoumno razumeti tudi kralj; na to objavo se je tako vznejevoljil, da je preroka dal vreči v ječo. Težava tukaj ni bila v dvoumnosti prerokbe, ampak v nepripravljenosti poslušalca, čemur sledi kazenkončno tudi zato, ker je zaslepljeno hotel v osvajalni boj – v katerem pa je "čisto slučajno" padel, star komaj 35 let.

### Sodobna uporaba
Reči, da je nekaj »ibis redibis«, običajno glede na pravne dokumente ali državne zakone, pomeni reči, da je njihovo besedilo (bodisi namerno bodisi nenamerno) zmedeno ali dvoumno. Ta izraz usmerja na nedvoumno, nravno in pravno pravilno in jasno izražanje, kakor seveda tudi na pravilno uporabo ločil.